# Alizé (réacteur)
Pour les articles homonymes, voir Alizé (homonymie).
Le réacteur Alizé était un réacteur nucléaire de recherche de type "maquette critique" du centre CEA de Saclay, qui a divergé en juin 1959.
Il fonctionnait, selon les sources, à l'uranium naturel modéré par de l'eau lourde ou bien avec 2,2 tonnes de barreaux d'oxyde d'uranium enrichi à 1,5 %, modéré à l'eau légère,.
En 1959, Alizé fait l’objet d’une excursion de puissance, pendant laquelle quatre personnes  présentes à une distance de 2 à 3 mètres du cœur, sont exposées à une dose radioactive d'environ 2 centiGray.
Le 15 mars 1960, un opérateur a effectué le retrait total d'une barre absorbante, au lieu d'un retrait partiel, ce qui a conduit à un accident de criticité sans personne irradiée.